# 緑川幸次郎
緑川 幸次郎（みどりかわ こうじろう、弘化2年 - 昭和7年（1932年）1月25日）は、日本の料理人。
旧姓、井上、長じて緑川氏をついだ。森越中守家士の料理人について学び、明治初年、町料理人として料理店に勤務するかたわら、四条流庖丁師範6代目石井治兵衛の門に入り、日本料理法を習学した。明治16年、その師である喜重の推挙によって宮内省大膳課に職を奉じた。青山御殿の皇太后付の庖丁師となり、のち大膳課に移り、明治天皇御膳に奉仕し、続いて大正天皇即位御膳、昭和天皇即位御前、諸宮家の婚儀御膳、宮中年中行事の御膳などに奉仕した。昭和3年、大日本割烹学会、料理研究所顧問。昭和5年、退職した。
子の林太郎が業をついだ。